# كاثارينا كرامر
كاثارينا كرامر هي قابلة هولندية، ولدت في 1656 في بادبنتهايم في ألمانيا، وتوفيت في 30 أكتوبر 1746 في دوكوم في هولندا.